# Comuna Baires
La Comuna Baires es una comunidad de teatro independiente argentino fundada por Renzo Casali, Liliana Duca, Coco Leonardi y Antonio Llopis el 5 de mayo de 1969 en la Cortada de San Lorenzo, San Telmo, Buenos Aires. Actualmente tiene su sede principal en Milán

## Poética
La Comuna Baires nace rechazando el teatro burgués. 
Presentar, entonces, es no representar más. El actor se presenta como persona. Consciente que para hablar de la sociedad -y a la sociedad- es más que suficiente exprimirse a sí mismo y olvidarse de la sociedad y de los espectadores. Para comunicar algo importante al espectador hay que olvidarse de él. Si es verdad que el espectador es el objetivo de la búsqueda, entonces se merece lo mejor. Y para no inventarse los deseos del público, el actor se ofrece a sí mismo: sus certezas, sus dudas, sus límites y su potencialidad humana y creativa. 

## Actividades
Desde 1970 la Comuna Baires ha presentado sus espectáculos en gira por diversos países: Argentina, Checoslovaquia, Dinamarca, Finlandia, Francia, Alemania, Italia, Luxemburgo, Polonia, San Marino, Suecia, Suiza, Uruguay, Yugoslavia.
Ha participado en numerosos festivales internacionales de teatro, y tenido seminarios para actores, autores y directores de Europa y Argentina.
Comuna Baires funda y gestiona desde 1977, la Scuola Europea di Teatro Cinema e Scrittura con sede en Milán, estructura pedagógica para la formación técnica de: actores, directores de cine y teatro, autores teatrales, escenógrados, Laboratorio para niños, etc. Utiliza la metodología de Stanislavski, Meyerhold y William Layton (con referencias específicas al Actor's Studio de Nueva York de Lee Strasberg). Nunca ha recibido subvenciones públicas.
Desde 1995 la Comuna Baires ha creado y dirige Editori della peste, pequeña editorial independiente y autogestionada por el Laboratorio Permanente de Escritura Creativa, especializada en publicaciones de Teatro (Dramaturgia y textos pedagógicos), Cine (Escenografía) y Narrativa (Cuentos y Romances).

## Obras de teatro
1. 1969 Maximiliano diez años después
2. 1970 Water closet
3. 1971 La Peste
4. 1972 Francisco y Maria
5. 1973 Washington
6. 1975 Weber
7. 1977 West
8. 1977 I Rosenberg
9. 1978 Wisconsin
10. 1979 Waterloo
11. 1980 Wagneriana
12. 1981 Wumanciu
13. 1982 L'apocalisse privata del sottosegretario agli Esteri
14. 1982 Wuenosayres
15. 1982 Pitt&Sball
16. 1983 Carmen Strasse
17. 1983 Woody
18. 1983 Crania
19. 1983 Filos Sofic
20. 1984 Poiret
21. 1984 Ella ed Egli
22. 1984 Condominio
23. 1984 Omnibus
24. 1984 L'analista
25. 1984 Tristano ed Eloisa
26. 1984 Sei amici al bar
27. 1984 Giuda
28. 1984 Cavalli a dondolo
29. 1984 L'Incontro
30. 1984 Caino e Abele
31. 1984 Gigio della cyclette
32. 1984 Best & Teda
33. 1985 Andy
34. 1985 Prova d'attore
35. 1985 La scena
36. 1985 Antonio Artò
37. 1985 San&Chisci
38. 1985 Gerusalemme
39. 1986 Wiederhicynow
40. 1986 Sceriffo
41. 1987 Storie di 1/2 notte
42. 1987 Pittaco
43. 1987 Una relativa ricerca dell'infinito
44. 1987 Incendio
45. 1987 Telegramma
46. 1987 Sperimenti
47. 1987 Alla sinistra del cielo
48. 1977 Waylando en el Sawoy
49. 1988 La trama de sogas (con Ricardo Massa)
50. 1989 Maledetto Gorby!
51. 1989 Werther e Wania
52. 1989 Wiwargentina
53. 1994 Giochi di massa (con R. Massa e O. De Biase)
54. 1994 Polvere di stelle sull'Alabama
55. 1994 Pupazzi, rose e vi(n)coli gai
56. 1994 L'Analista
57. 1994 Il tempo fu ritrovato così come l'aveva lasciato il maggiordomo prima di andare a nozze con la figlia del maniscalco
58. 1994 Sing Sing Sing
59. 1995 Naufragio
60. 1995 Il Rappresentante, il Rappresentato e il Presidente
61. 1995 Gilda (con O. De Biase)
62. 1996 Amapola
63. 1997 Perfidia
64. 1988 Haci- Giugo
65. 2000 Benvenuti ad Auschtwiz!
66. 2001 La gabbia del dottor Canaris
67. 2002 Lo strano pomeriggio del dottor Burke, di Ladislav Smocek
68. 2002 Adiós, nonino
69. 2002 Central Cafè
70. 2002 The golden Man
71. 2002 Karl Fax
72. 2003 Concerto per pianoforte in un Fa dimenticato
73. 2004 Pitt & Sball
74. 2007 Aspettando Margot
75. 2007 Memorie di un vecchio maiale

Casi todas estas obras se han editado.

## Literatura, teatro y cine
- Antropologia dell'attore (Jaca Book MI)
- Antropologia dello spazio teatrale (La Fabbrica dell'Esperienza MI)
- Cine ’70
- Cultura teatro e rivoluzione
- Dall'Io al Noi
- Improvvisa Azione (collana sulla comunicazione)
- La tecnica dell'attore
- Phater Theater
- Poesía ’70
- Teatro ’70
- Teatro ’80
- Dov’è il Teatro?
- Sceneggiatura e dintorni
- Esercizi per attori
- La tecnica dell'attore
- Attori si nasce. Spettatori si siventa.
- Chisciotte si nasce. Sancio si diventa.
- La nave dei emssi (romanzo)
- Tu sai dov'è il Che? (romanzo)
- Kafka (romanzo)
- La resistibile ascesa di Ebenezer Scrooge (romanzo)
- Viaggio nella Patagonia dei Ferguson (romanzo)
- Benvenuti ad Auschwitz! (romanzo teatrale)
- L'incredibile storia del pirata Sir Francis Drake (romanzo)

## Cine y televisión
- A stragrande minoranza (RAI 3 Doc. Comuna Baires 1980)
- Arlecchino siervo, REG&SCE di RC (TV spagnola 1966)
- El sombrero de tres picos, de Ruiz de Alarcon, regia di RC (TV spagnola 1968)
- El Aniversario, di Anton Cekov, REG&SCE di RC (TV spagnola 1967)
- Francisco y Maria (Umanitaria MI 1973)
- Washington (Umanitaria MI 1973)
- West (TV polacca 1978)
- Willaldea, di Elisabetta Crespi (doc. MI 1989)
- Water Closet (TV svedese 1978)
- Water Closet (RAI 2 1977 MI)
- Weber (TV svedese 1979)